# 大庭柯公
大庭 柯公（おおば かこう、1872年8月30日（明治5年7月27日） - 没年不詳）は、日本の新聞記者・随筆家。本名は景秋（かげあき）。山口県長府（現・下関市）出身。

## 生涯
白石正一郎の弟である大庭傳七（景明）の三男として生まれる。傳七は長府大年寄大庭家の養子で長府藩士であったが、明治維新後、太政官に出仕したため、養父に従って上京した。しかし、傳七は1884年に死去。大庭は小学校卒業後は太政官の給仕などの仕事をしながら夜学で英語やロシア語を学ぶ。これらの学習を通じて二葉亭四迷と交際を持った。
1896年にウラジオストクに渡航し、商館で通訳を務めた。帰国後、第11師団のロシア語教官や陸軍参謀本部の通訳官を歴任する。1906年に再度ウラジオストクに渡航したところ、革命派の容疑で拘束された。同年に帰国後、大阪毎日新聞記者となる。1907年（明治30年）ころモスクワに行き、以来、数回にわたってヨーロッパと日本を往復。このほか、特派員としてオーストラリア、フィリピン、南アメリカ、中央アジアなどをも歴訪した。その後東京日日新聞を経て東京朝日新聞に移り、第一次世界大戦に際しては東京朝日記者として東部戦線のロシア軍に従った。また、ペトログラードで十月革命に遭遇し、その模様を記事として書き送っている。
帰国後の1918年、大阪朝日新聞の「白虹事件」の影響を受けて東京朝日新聞を退社。翌1919年に、同じく東京朝日を退社した松山忠二郎が社長に就任した読売新聞社に招かれて編集局長となった。社会運動に関心をもち、著作家組合、日本社会主義同盟の創立にかかわった。
1921年5月、読売新聞の特派員としてシベリアからロシアに入る。7月、極東共和国の取材でチタから送ったレポートを最後に消息を絶つ。11月、イルクーツクで田口運蔵などと合流しモスクワに向かう。1922年4月22日にゲーペーウーから「親ソを装った破壊分子」という容疑で逮捕状が出される。ブウテルスカヤ監獄に7か月間監禁される。7月25日に「犯罪容疑はないが、政治的危険分子として国外追放」がゲーペーウーより決定され、10月には「11月に日本に送還」との指示が出されたが、帰国しなかった。山崎今朝弥が1925年10月に執筆した文章によると、1922年12月頃にモスクワにいる日本人に対して「来年1月末には日本に着けるだろう」という手紙を送っていた。
ロシアで死去したことが1924年に日本に伝えられると、当時の在露日本人社会主義者の密告によって大庭がロシアの官憲に殺されたという噂が流れ、「大庭柯公虐殺真相調査会」も結成されたと山崎の文章にある。また、ロシアに渡ってモスクワで日本語教師を務め、ロシアによる逮捕投獄後に帰国した久保田栄吉こと寺田二三郎は「大庭の密告によって」投獄されたと語り、大庭の投獄については「片山潜のグループの中傷によるもの」だと述べていたことが当時の政府機密文書に残されている。やはりロシアにいた鈴木茂三郎は片山に大庭の釈放を求め、逆に脅されたと回想している。戦前にソ連に渡航した社会主義関係者について調査をおこなっている加藤哲郎は、大庭は粛清された模様であると記している。
1924年11月、ソ連大使館から遺留品である日本円500円が遺族に送金され、1925年1月19日、親交のあった有志が遺族を慰めるために、神奈川県の總持寺で追悼大法要を行う。没後友人関係者によって全集が刊行された。白虹事件でやはり朝日新聞を退社した長谷川如是閑は全集第一巻の序文で「柯公大庭君の前半生と後半生とは、2つの異った色彩を帯びていた。前には国家主義的色彩を帯びていた君は、後には社会主義的色彩を帯びるに至った」と記している。
1992年10月21日付で、ロシア保安省により名誉回復の措置が取られる。1997年1月20日、東京のロシア大使館で親族が顔写真などの遺品を受け取る。後に直系の孫がいることが分かり、同年2月25日に親類から直系の孫に遺品が手渡される。

## 家族
- 父・大庭景明（1830年-1884年） - 長門国赤間関竹崎にて荷受問屋小倉屋を営む白石卯兵衛の子・伝七として生まれ、長府の大年寄・大庭家の養子となる[8]。幕末の報国隊に参謀として参加するが、維新後は東京に出て新政府（文部省）へ出仕した[23]。
- 伯父・白石正一郎（1812年-1880年） - 父の兄。豪商
- 長兄・大庭景一（1855年-1904年6月27日） - 軍人(陸軍少佐)となり日露戦争に出征し、分水嶺に於いて戦死[23]
- 兄・大庭景陽（1859年-1915年11月12日） - 東京で役人となり、維新史料編纂所などに勤務した。軍歌の『櫻花』を作詞した。墓所は青山霊園にあるが、無縁墓である[8][24]
- 弟・太田光凞（1874年生） - 生まれた翌年、三重県伊勢の実業家・太田小三郎の養子となり、東京帝国大学で学び、京阪電気鉄道社長などを務めた。

## エスペランティスト
大庭は1902年頃にウラジオストクでエスペラントを学び、日本エスペラント協会（JEA）に入会。エスペラントの普及活動に当たった。

## 著書

### 単著
- 『人物分布観』 上篇、梁江堂、1910年1月。 NCID BA41735930。全国書誌番号:40016221。
- 『南北四万哩』政教社、1911年6月。 NCID BN10416372。全国書誌番号:40006078。
- 『露西亜の戦線より』冨山房、1915年8月。 NCID BA38436294。全国書誌番号:43023190。
- 『世界を家として』至誠堂書店〈大正名著文庫 第29編〉、1917年1月。 NCID BN08778483。全国書誌番号:43016973。
- 『露西亜に遊びて』大阪屋号書店、1917年9月。 NCID BN08835157。全国書誌番号:43019307。
- 『其日の話』春陽堂、1918年10月。 NCID BA56728746。全国書誌番号:43004214。
  - 『江戸団扇』（改題版）中央公論社〈中公文庫〉、1988年2月。ISBN 9784122014916。 NCID BN0885960X。全国書誌番号:88028041。
- 『世を拗ねて』止善堂書店、1919年9月。 NCID BN13995389。全国書誌番号:43029365。
- 『ペンの踊』大阪屋号書店、1921年1月。 NCID BA35247568。全国書誌番号:43029504。
- 『露国及露人研究』柯公全集刊行会、1925年5月。 NCID BN12186229。全国書誌番号:43048391。
- 『柯公随筆』羊門社〈羊門文庫 10〉、1938年7月。 NCID BA60600735。全国書誌番号:46075470。
- 『露国及露人研究』朝日新聞社〈朝日文庫 25〉、1951年12月。 NCID BN1169312X。全国書誌番号:52001555。
- 『露国及び露人研究』中央公論社〈中公文庫〉、1984年3月。ISBN 9784122011090。 NCID BN08859585。全国書誌番号:84032120。

### 校閲
- 桑島蚕造『鉄将遺稿』大庭景秋・真野紀太郎校、大庭景秋、1895年10月。全国書誌番号:41017563。

### 全集

#### 柯公全集刊行会（1925年）
- 『随筆』柯公全集刊行会〈柯公全集 第1巻〉、1925年4月。 NCID BN05463908。全国書誌番号:43043243。
- 『随筆』柯公全集刊行会〈柯公全集 第2巻〉、1925年5月。 NCID BN05463908。全国書誌番号:43043243。
- 『紀行』柯公全集刊行会〈柯公全集 第3巻〉、1925年5月。 NCID BN05463908。全国書誌番号:43043243。
- 『紀行』柯公全集刊行会〈柯公全集 第4巻〉、1925年7月。 NCID BN05463908。全国書誌番号:43043243。
- 『伝記・論文・雑文』柯公全集刊行会〈柯公全集 第5巻〉、1925年8月。 NCID BN05463908。全国書誌番号:43043243。
- 『柯公追悼文集』柯公全集刊行会〈柯公全集 別巻〉、1925年9月。 NCID BN05475226。全国書誌番号:43048416。

#### 大空社（1995年）
- 『随筆』大空社〈柯公全集 第1巻〉、1995年10月。ISBN 9784756800916。 NCID BN13754280。全国書誌番号:96052739。
- 『随筆』大空社〈柯公全集 第2巻〉、1995年10月。ISBN 9784756800916。 NCID BN13754280。全国書誌番号:96052740。
- 『紀行』大空社〈柯公全集 第3巻〉、1995年10月。ISBN 9784756800916。 NCID BN13754280。全国書誌番号:96052741。
- 『紀行』大空社〈柯公全集 第4巻〉、1995年10月。ISBN 9784756800916。 NCID BN13754280。全国書誌番号:96052742。
- 『伝記・論文・雑文』大空社〈柯公全集 第5巻〉、1995年10月。ISBN 9784756800916。 NCID BN13754280。全国書誌番号:96052743。
- 『大庭柯公研究資料』山下武・山領健二編著、大空社〈大庭柯公著 別冊〉、1995年10月。ISBN 9784756800916。 NCID BN13755068。全国書誌番号:96052829。
- 『柯公追悼文集』大空社〈大庭柯公著 別巻〉、1995年10月。ISBN 9784756800916。 NCID BN13754280。全国書誌番号:96052830。